# Lepetani
Lepetani är en ort i Montenegro. Den ligger i den sydvästra delen av landet, 50 km väster om huvudstaden Podgorica. Lepetani ligger 6 meter över havet och antalet invånare är 233.
Terrängen runt Lepetani är bergig norrut, men söderut är den kuperad. Havet är nära Lepetani åt sydväst. Runt Lepetani är det ganska glesbefolkat, med 48 invånare per kvadratkilometer. Närmaste större samhälle är Herceg Novi, 12,2 km väster om Lepetani. 